# Aethes vicinana
Aethes vicinana es una especie de polilla del género Aethes, categorizada en la tribu Cochylini, de la subfamilia Tortricinae.

## Distribución
Se distribuye por Italia.

## Taxonomía
Fue descrita por Mann en 1859 y publicada en (Cochylis), Wien. ent. Monatschr. 3: 167.